# جاحال
جاحال' كان تكتل حزبي إسرائيلي تأسس عام 1965 بين حزب حيروت والحزب الليبرالي الإسرائيلي.